# Jöns Lundahl
Jöns Olsson Lundahl, född 24 oktober 1821 i Husie socken, död 9 augusti 1875 i Malmö, var en svensk orgelbyggare och kantor i Malmö.
Lundahl var oexaminerad och lärde sig troligtvis orgelbyggeri själv. Han byggde cirka 25 orgelverk i Skåne.

## Biografi
Jöns Lundahl var son till ringaren Ola Jönsson och Johanna Andersdotter. 1825 flyttade familjen till Västra Skrävlinge där fadern blev skolmästare. 1829 flyttade familjen till Bara där fadern började arbeta som kantor och klockare. Familjen bytte då också namn till Lundahl.
Jöns Lundahl hade först tjänst som skolmästare i Brågarp där han gifte sig med Hanna Jacobson (död juli 1889). De fick sönerna Jacob August och Anders Victor Lundahl. Där fick han också sitt första updrag att bygga en mindre orgel till Nevishögs kyrka. Från 1847 fick han tjänst i Bara socken som orgelnist el. kantor. Lundahl ägde där ett Kronorusthållhemman nr. 18 i Vinninge som han arrenderade ut från 1856 för att sedan sälja det 1863. Både i Brågarp som i Bara sysslade han på sin lediga tid med olika hantverksyrken han hade fallenhet för som glasmästeri, måleri och andra yrken vilket också ledde till intresse för orgelbyggeri. I Bara fick han också ytterligare uppdrag för orgelbyggen som i Tåssjö kyrka. I Bara byggde Lundahl även en orgel med 8 fulla Labialstämmor på 16, 8, 4 och 2 fots ton vilken avsynades och godkändes av Musikdirektör Nils Peter Möller från Lund, passande till mindre lantkyrka och som Jöns Lundahl hade till försäljning i december 1851. Våren 1857 flyttade han med familjen till Malmö och Rundelsgatan 92 där orgelbyggeriet startar i mindre skala. Tomtnummeradressen blir sedan omvandlad till Rundelsgatan 5 början av 1860-talet då Malmös tomter får nya romerska sifferbeteckningar där Lundahls får beteckningen tomt V i också nya kvartersnamnet Nr. 14 Hjorten. 
Åren 1860–1869 var han biträdd av skicklige orgelbyggaren norske Knud Olsén från Köpenhamn och de arbetade under namnet "Lundahl & Olsen". Det blev ett fruktbart samarbete och de fick ett bra anseende. September 1864 kom Jöns Lundahl i polemik med orgelbyggaren Sven Fogelberg i Lund för att Lundahl, under en signatur, varit kritisk till Fogelbergs nya 7-stämmiga orgel denne annonserade om i "Malmö Nya Allehanda". En häftigare replik skedde av Fogelberg i Snäll-Posten där även Lundahls kompanjon Olsén fick en släng av sleven. I en insändarreplik mot Fogelberg i Snäll-Posten, får man reda på att Jöns Lundahl byggt 17 stycken större och mindre orglar till lantkyrkor. Egentligen var tvisten emellan Lundahl och Fogelberg grundat i rättigheten att bygga orglar, om examensbetyg fanns för det. Det tvistades om detta i tidningarna 1859, 1864 och 1867. Så de var inte precis goda vänner. Kompanjonerna "Lundahl & Olsen" erhöll första pris för sin orgel, ämnad för Gråmanstorps kyrka, vid Industri- och Slöjdutställningen i Malmö 1865. November 1867 - februari 1868 fick "Lundahl & Olsen" genomgå rättegång av orgelbyggaren Carl Johan Fogelberg i Lund, bror till Sven Fogelberg, som anklagade dem för att ha ingått bolag tillsammans, vilket inte kunde bevisas, vilket kompanjonerna 23 februari 1868 vann.  Från 1870 var Jöns Lundahl kompanjon med sonen Anders Victor Lundahl, vilken tagit orgelbyggarexamen inför Musikaliska Akademien i Stockholm 28 december 1869, under namnet Lundahl & Son. I augusti 1871 överlät Jöns Lundahl sin orgelbyggarfirma till sonen via annons "för sonen hade nu tagit examen och visat allmänheten att han var duktig" där sonen i sin tur hade en egen annons för firmans fortsatta liv på Rundelsgatan 5 (adressen har nytt nummer idag sedan Malmös nya adressnummerordning infördes 1913) i Malmö. Jöns Lundahl hade även en liten filantropisk sida: En orgel till Östra Folkskolan i Malmö sålde han i mars 1867 för 900 kr. fast den var värd 2 500 kr. I augusti 1875 avled Jöns Lundahl efter en längre tids sjukdom. I dödsannonsen som familjen sände in till tidningarna, så står hans namn, märkligt nog, som Jöns Olof Lundahl.
Några medarbetare i Jöns Lundahls firma.
- 1860–1861 - Elias Lundström, född 10 oktober 1831 i Matteryd. Han var orgelbyggare hos Lundahl.
- 1861–1865 - Göran Nilsson, född 1 juni 1836 i Södra Villie. Han var snickargesäll hos Lundahl.
- 1865–1870 - Pehr Johnsson, född 31 december 1837 i Onsby. Han var snickargesäll hos Lundahl.
- 1863–1868 - Rasmus Nilsson, född 31 mars 1842 i Stora Mölleberga. Han var orgelbyggarlärling hos Lundahl.

## Lista över orglar
En del av hans orglar har fasader som är bevarade.
| År   | Ursprunglig kyrka        | Stift | Bild | Manualer | Pedal | Stämmor | Bevarad orgel/fasad | Övrigt |
| ---- | ------------------------ | ----- | ---- | -------- | ----- | ------- | ------------------- | --- |
| 1847 | Nevishögs kyrka          | Lunds |      |          |       |         |                     | Jöns Olsson Lundahls förmodligen första orgelarbete. Då boende i Brågarp. |
| 1856 | Tåssjö kyrka             | Lunds |      |          |       | 4       | Nej/?               | Jöns Olsson Lundahl. Då boende i Bara. |
| 1859 | Västra Vemmerlövs kyrka  | Lunds |      |          |       | 4       | Nej/?               | Jöns Olsson Lundahl. Då inflyttad till Malmö. |
| 1861 | Farstorps kyrka          | Lunds |      | 1        | 1     | 13      | Nej/Nej             | Jöns Olsson Lundahl. Annex-Församlingen till Farstorp var mycket nöjda med arbetet då de provade orgeln i juli 1861 men ville för säkerhets skull ändå gå via ämbetsvägen för att få den sakkunnigt fastställd som godkänd. De våndades över detta beslut då de inte ville såra "artisten", som de kallade Lundahl. Församlingen bidrog själv med två tredjedelar av orgelkostnaden, så det var för att kunna få ut sista tredjedelen från kyrkokassan som de måste ha ett riktigt intyg över verket. Lundahl satte till en trumpet till stämmorna utöver kontraktet som sade 12, för att motbevisa en utifrån kommande kritik från en konkurrent, som inte fick kontraktet, att han inte kunde skapa en sådan. Adjunkt Astolf Mozart Möller från Lund, fick besiktigtningsuppdraget och kunde via sin rapport införd i lokaltidningen 21 november 1861, konkludera, att orgeln var fullständigt godkänd att användas i kyrkan. |
| 1861 | Träne kyrka              | Lunds |      |          |       | 4       |                     | Tillsammans med Knud Olsen. |
| 1862 | Stora Harrie kyrka       | Lunds |      |          |       |         | Ja/Ja               | Tillsammans med Knud Olsen. Orgeln är något förändrad. |
| 1863 | Örtofta kyrka            | Lunds |      |          |       | 10      |                     | Tillsammans med Knud Olsen. Invigd Allhelgonadagen 1 november 1863. Greve Henrik Dücker på Örtofta bekostade orgeln liksom kyrkan året innan. Orgelns ljud och konstruktionen av orgeln fick högt betyg. |
| 1863 | Torekovs kyrka           | Lunds |      |          |       | 12      | Nej/?               | Tillsammans med Knud Olsen. Invigdes tillsammans med kyrkan söndagen 20 december 1863. Orgeln spelades av Musikdirektören Bengt Wilhelm Hallberg. Med vid invigningen var även kyrkoherden Brorström och Engelholms Sångförening. Efter en subskriptonsmiddag hölls en orgelkonsert med sångkör i kyrkan med 2-300 besökande. |
| 1864 | Billeberga kyrka         | Lunds |      |          |       | 17      |                     | Tillsammans med Knud Olsen. Invigd 25 september 1864. Invigning förrättades av kyrkoherden mag. E. Qviding med v. pastorn i Landskrona T. Brodin skötande altartjänsten och orgeln spelades av Musikdirektören Bengt Wilhelm Hallberg från Landskrona. Alla ansåg orgeln var med underskönt ljud då det tycktes smälta ihopa med kyrkbyggnaden. |
| 1864 | Uppåkra kyrka            | Lunds |      |          |       | 18      |                     | Tillsammans med Knud Olsen. Orgeln höll på att installeras i oktober 1864. |
| 1864 | Norra Sandby kyrka       | Lunds |      |          |       | 6       |                     | Tillsammans med Knud Olsen. Orgeln bekostad av kyrkoherde och prost P. Jönsson i Stoby insatt den 4 och överlämnad på invigningsdagen 6 november 1864. |
| 1865 | Gråmanstorps kyrka       | Lunds |      |          |       | 15      |                     | Tillsammans med Knud Olsen. Orgeln blev först förevisad på Malmö Industriutställning i augusti 1865. Dess pris var 5500 rdr och Lundahl & Olsen fick ett Första pris för den. |
| 1866 | Hästveda kyrka           | Lunds |      |          |       | 6       |                     | Tillsammans med Knud Olsen. |
| 1866 | Sankta Maria kyrka Hbg   | Lunds |      |          |       | 33      |                     | Tillsammans med Knud Olsen. Renovering av befintlig orgel. Satte in två extra stämmor, klarinett och Fugara. Verket fick en renare ton och starkare ljud. Arbetet invigdes 7 oktober 1866. |
| 1866 | Tolånga kyrka            | Lunds |      |          |       | 14      |                     | Tillsammans med Knud Olsen. |
| 1866 | Djurröds kyrka           | Lunds |      |          |       | 6       | Nej/Ja              | Tillsammans med Knud Olsen. |
| 1867 | Västra Ingelstad kyrka   | Lunds |      |          |       | 9       |                     | Tillsammans med Knud Olsen. |
| 1867 | Vedby kyrka              | Lunds |      | 2        | 1     | 17      | Ja/Ja               | Tillsammans med Knud Olsen. Orgeln är något förändrad. Orgeln invigd 1 september 1867. Fasad efter ritningar av byggmästare A. J. Hallberg. |
| 1867 | Loshults kyrka           | Lunds |      |          |       | 12      | Nej/Ja              | Tillsammans med Knud Olsen. Orgeln hade även 3 bälgar. Avsynad av Knut Lönngren, Domkyrkoorganist i Växjö den 5 dec. 1867. Orgeln blev med beröm godkänd och antagen. |
| 1867 | Norra Strö (Ströö) kyrka | Lunds |      |          |       | 10      |                     | Tillsammans med Knud Olsen. Församlingen sålde sin gamla orgel med tanke på den nya som skulle installeras. |
| 1868 | Västra Alstads kyrka     | Lunds |      |          |       | 8       | Nej/Ja              | Tillsammans med Knud Olsen. Provspelades på första gången den 19 juli 1868 av dir. Bengt Wilhelm Hallberg i samband med att kyrkoherde C. R. Wulff invigdes som pastor till församlingen av biskop Wilhelm Flensburg. Men själva orgeln blev inte invigd vid tillfället. |
| 1868 | Riseberga kyrka          | Lunds |      | 2        | 1     | 16      | Ja/Ja               | Tillsammans med Knud Olsen. Orgeln började insättas i juni 1868. Orgeln avsynades den 29 augusti 1868 av kapellmästare Vilhelm Theodor Gnosspelius och invigdes den 30 augusti 1868 av k. hovpredikanten Pettersson. |
| 1868 | Lilla Slågarps kyrka     | Lunds |      |          |       | 16      | Nej/?               | Tillsammans med Knud Olsen. |
| 1868 | Vadensjö kyrka           | Lunds |      | 2        | 1     | 11      | Nej/?               | Tillsammans med Knud Olsen. Orgeln började installeras i augusti 1868. Den 23 september 1868 avsynades och provspelades orgeln av musikdirektör Bengt Wilhelm Hallberg från Landskrona som lovordade den för sin soliditet, utmärkta disposition och i allt lyckade utförande. Den var också ensam i sitt slag i Skåne då kantorn satt med klaverbordet framför sig mot församlingen medan själva orgelverket var bakom honom. |
| 1869 | Tottarps kyrka           | Lunds |      |          |       | 9       |                     | Tillsammans med Knud Olsen. Avsyning 2 februari 1869 av kapellmästare Vilhelm Theodor Gnosspelius från Lund. Den blev godkänd och berömdes. Det var ett debackel innan ett avtal med församlingen kunde göras redan från 1864 då dels församlingen sedan ännu tidigare hade inre stridigheter om en orgel skulle inköpas eller inte och dels att konkurrerande orgelbyggarkollegor menade på att han inte hade någon officiell examen som orgelbyggare. Han fick kontra senare med ett kungligt beslut som gav honom tillstånd baserat på sin skicklighet efter utvärderingsprov gjort i Stockholm. Detta kungjordes också i Lunds Stiftannons 14 augusti 1867. |
| 1869 | Gylle kyrka              | Lunds |      |          |       |         |                     | Reparation på befintlig orgel i april 1869. J. O. Lundahl både byggde om och utökade med 3 nya stämmor samt lade till 2 kubiska luftbälgar. Församlingen var väldigt nöjda med arbetet. |
| 1869 | Munka-Ljungby kyrka      | Lunds |      | 2        | 1     | 12      |                     | Jöns Olsson Lundahl. Avsynad och provspelad 5 september 1869 av musikdirektör Bengt Wilhelm Hallberg från Landskrona. Orgeln utmärkte sig för en ovanligt kraftig ton och att J. Lundahl visat omsorgsfullhet vid arbetet. Orgeln kostade 4000 rdr. Arbetet med att installera orgeln påbörjades redan i februari 1869. Den blev godkänd. |
| 1870 | Kattarps kyrka           | Lunds |      | 2        |       | 12      |                     | Tillsammans med Anders Victor Lundahl. Kattarps socken ingick kontrakt om en orgel för 3 700 rdr i mars månad 1870. Avsyn skedde 29 oktober 1870 av direktör Lars Magnus Béen från Allerum. Församlingen var nöjda med arbetet som till stor del leddes av sonen Victor. Dagen efter hölls en orgelkonsert med sångkör med påföljande middag där skålar utbringades för orgelbyggarparet och annat. |
| 1871 | Tirups kyrka             | Lunds |      |          |       | 9       | Nej/Ja              | Tillsammans med Anders Victor Lundahl. Söndagen 26 februari 1871 invigdes orgeln. Musikdirektör Bengt Wilhelm Hallberg från Landskrona hade provspelat och godkänt den dagen innan. |
| 1871 | Hässlunda kyrka          | Lunds |      |          |       | 9       |                     | Tillsammans med Anders Victor Lundahl. Sonen hade kontraktet med församlingen i augusti 1870. Lördagen 3 juni 1871 blev orgeln avsynad och godkänd. |
| 1871 | Kvistofta kyrka          | Lunds |      |          |       | 12      |                     | Tillsammans med Anders Victor Lundahl. November 1871 skedde invigningen, |